# Los fierecillos se divierten
Los fierecillos se divierten es una película cómica argentina, cuyos protagonistas principales son el dúo cómico de Alberto Olmedo y Jorge Porcel, estrenada el 24 de febrero de 1983.

## Argumento
Alberto y Jorge son jugadores de básquet en un club. En el mismo hay elecciones, y ellos se encuentran haciendo proselitismo por los candidatos a presidente y vicepresidente, padres de dos chicas de las cuales están enamorados. Al resultar triunfadora ésta fórmula se realiza un baile, donde el dúo protagonista demuestra sus capacidades para animarlo. Luego de esto tienen una aventura con dos jóvenes vendedoras de una proveeduría deportiva. Sus novias se enteran y los dejan, y entonces deben hacer todo tipo de cosas para reconquistarlas.
Finalmente, logran triunfar en su equipo.

## Reparto
- Alberto Olmedo ... Alberto
- Jorge Porcel... Jorge
- Javier Portales ... Don Javier
- Mario Sánchez... el gaucho Larralde
- Luisa Albinoni ... Luisa Larreta
- Susana Traverso ... Susana
- Mario Sapag ...Mario
- Nelly Beltrán ... esposa de don Javier
- Augusto Larreta ... Dr. Larreta
- Menchu Quesada ... Doña Tita
- Elizabeth Killian ... presentadora
- Guido Gorgatti ... Malculi
- I Médici Concert
- Dúo Pimpinela
- Rodolfo Onetto
- Néstor Robles
- Luis Corradi ... Médico
- Alejandra Aquino ... Julia
- Patricia Abdelnabe ... Pocha
- Norma López Monet ... presentadora
- Miguel Jordán ... presentador